# Cebrio strictus
Cebrio strictus is een keversoort uit de familie Cebrionidae. De wetenschappelijke naam van de soort is voor het eerst geldig gepubliceerd in 1836 door Gené.